# Nanticoke (Maryland)
Nanticoke est une census-designated place située dans le comté de Wicomico, dans l’État du Maryland, aux États-Unis. Lors du recensement de 2020, elle comptait 228 habitants.